# Le Crotoy

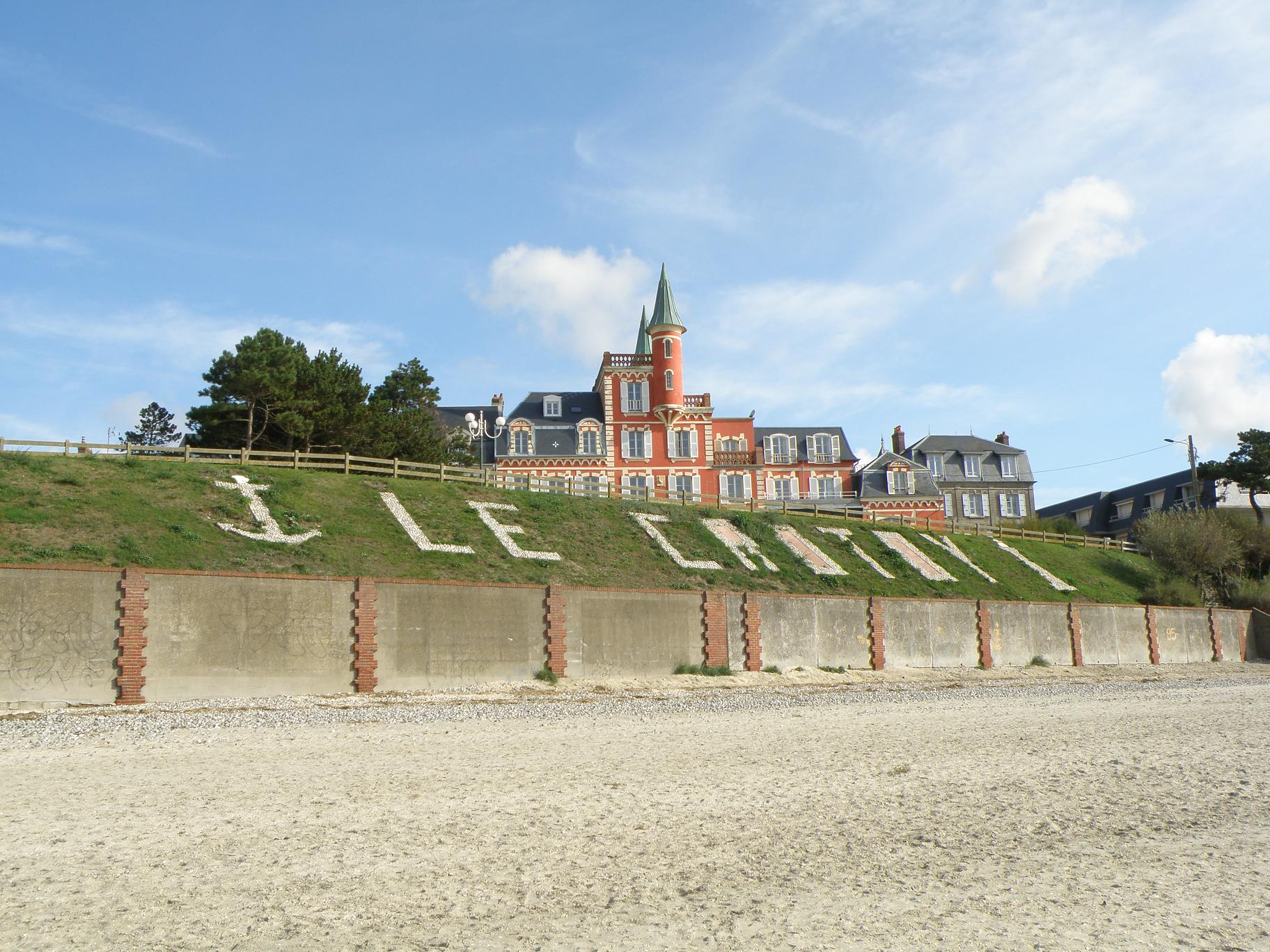
Le Crotoy

Le Crotoy è un comune francese di 2 297 abitanti situato nel dipartimento della Somme nella regione dell'Alta Francia.

## Società

### Evoluzione demografica
Abitanti censiti